# 朱正廷
朱正廷（英語：Theo Zhu，1996年3月18日—），出生於安徽馬鞍山，中國大陸男歌手、演員。2017年參加韓國選秀節目《PRODUCE 101 第二季》，並於2018年在《偶像練習生》成為限定男團NINE PERCENT成員出道，同年6月21日，與同公司練習生組成NEXT且擔任隊長，在兩團中皆擔當主舞、副唱。

## 早年生活
朱正廷出生於安徽省馬鞍山市當塗縣，8岁开始学习中国舞，9岁便獨自在外求學，12岁学了芭蕾舞，16岁又學现代舞，由於舞蹈功底深厚，加上母親的嚴格教育，多次在舞蹈比赛中取得第一名的成绩。
2014年，朱正廷接到樂華娛樂的來電被邀請見面商談，但當時為了準備舞蹈比賽而拒邀；6月，獲得全国职业院校技能大賽中職组中国舞表演一等奖；7月，以中國舞專業第一的成績被上海戏剧学院錄取；11月，凭借个人舞蹈表演《思思雨落》获得上海戏剧学院舞蹈学院“兴全杯”学生剧目舞蹈比赛一等奖，也是唯一获奖學生中的大一生。
2015年，樂華娛樂再度邀請他，其最終以唱歌通過面試成为了练习生。

## 出道實錄

### 《PRODUCE 101 第二季》時期
2017年3月9日，朱正廷以练习生身分首次公开亮相於Mnet音乐榜單节目《M！Countdown》。4月7日，韩国Mnet男團選拔實境節目《PRODUCE 101 第二季》開播。
首次等級評價中，朱正廷與樂華娛樂其餘四位練習生表演GOT7的《Just Right》，獲得C級評分。由於語言障礙引致練習速度較慢，第二次等級評價時被評為D級。組合對抗評價中，被抽中可以挑選隊員，其後選擇《姊姊 妳太美了(Replay)》作比賽歌曲，並擔任副Vocal。在第一次排名儀式上，獲得122,552票，位列第50名。位置評價中，選擇了Dance類的《Pop》，雖然排名較後，但因為排名較前的練習生較多選擇Vocal類或Rap類的比賽歌曲，故成為首位選擇《Pop》的練習生，而其餘隊員皆為排名靠後的Vocal或Rapper，作為隊內唯一的舞蹈擔當，努力克服語言障礙，擔任編舞及中心，最後獲得537票，成為隊內第1名，Dance類總成績第4名。
主題評價分組時，朱正廷原被分配至《Oh Little Girl》組，在第二次排名儀式上，以第51名的成績遭淘汰，未能晉級。
- 個人直拍

| 環節         | 曲目              | 合作演出者                             | 原唱者 | 備註                                                        |
| 首次等級評價 | 《Just Right》    | 安炯燮、李義雄、Justin、崔世溫         | GOT7   | 等級C                                                       |
| 組合對抗     | 《姊姊 妳太美了》 | 李建熙、崔珉起、李光賢、呂煥雄、Justin | SHINee | 副Vocal                                                     |
| 位置評價     | 《Pop》           | 金常彬、尹在燦、李仁壽、朴優啿、李基遠 | N Sync | Dance類、C位（Center、中心）、隊內第1名、Dance類總成績第4名 |

- 得票排名（含現場、網絡、福利加權）

| 成績（粗體為綜合投票排名）                            |                |                       |        |        |        |         |        |        |         |        |        |        |        |          |
| 曲目                                                  | 《Just Right》 | 《PICK ME（나야나）》 | 集數   | 第一集 | 第二集 | 第三集  | 第四集 | 第五集 | 第六集  | 第七集 | 第八集 | 第九集 | 第十集 | 第十一集 |
| 等級評價                                              | C→D            | C→D                   | 得票數 | 無公布 | 無公布 | 122,552 | 無公布 | 無公布 | 330,058 | 淘汰   | 淘汰   | 淘汰   |        |          |
| 等級評價                                              | C→D            | C→D                   | 排名   | 31     | 29(↑2) | 42(↓13) | 50(↓8) | 57(↓7) | 51(↑6)  |        |        |        |        |          |
| *紅色箭頭為等級或排名上升，藍色箭頭為等級或排名下降。 |                |                       |        |        |        |         |        |        |         |        |        |        |        |          |

### 《偶像練習生》時期
回中國大陸後，朱正廷於2017年12月參加愛奇藝偶像男团竞演养成类真人秀《偶像練習生》，在比賽初期已累積大量人氣，並因他飄逸靈動氣息的舞蹈及精緻的外貌，得到了人間仙子的美稱。
首次等級評定表演中，朱正廷與樂華娛樂其餘六位練習生表演同公司前輩UNIQ的《EOEO》，及現代舞獨舞，獲得A級評分。因舞蹈實力強，加上歌唱表現合格，因此在第二次等級評價時留守A級，並站上中心區塊於《Ei Ei》舞臺表演亮相。小組對決中，表演《PPAP》並擔任Vocal，可愛且亮眼的表現令其獲得131票，成為隊內第1名，全場第2名。在第一次排名儀式上，獲得6,539,548票，位列第5名。位置評價中，選擇了Dance類的《Sheep》，並擔任中心，優秀的鏡頭表演能力及舞蹈細節表現令其獲得351票，成為隊內和Dance類總成績第1名，全場第2名。在第二次排名儀式上，獲得17,848,559票，位列第4名。主題考核中，進入《Dream》組，因希望照顧同隊較年輕的練習生而自願成為隊長，現場表演獲得隊內個人投票數第2名，全場第3名。由於因主題考核分組剪輯問題而遭到網絡暴力，在第三次排名儀式上獲得3,194,539票，位列第7名。在師生合作舞台環節為實現粉絲的願望，並未選擇舞曲，反而選擇了李榮浩的《戒菸》，讓其歌唱能力得以展現，並在歌曲中小秀一段舞蹈。
出道評價中，朱正廷選擇《Mack Daddy》副Vocal的位置，並於2018年4月6日的總決賽中，以11,938,796票獲得最終排名第6名，成為限定九人男團NINE PERCENT成員正式出道。
- 個人直拍

| 環節         | 曲目           | 合作演出者                                                         | 原唱者                                                                     | 備註                                                              |
| 首次等級評定 | 《EOEO》       | 黃新淳、丁澤仁、范丞丞、李權哲、Justin、畢雯珺                     | UNIQ                                                                       | 等級A                                                             |
| 小組對決     | 《PPAP》       | 蔡徐坤、周銳、周彥辰、王子異                                       | Piko太郎                                                                   | Vocal、隊内第1名、全場第2名                                       |
| 位置測評     | 《Sheep》      | 林超澤、左葉、許凱皓、李希侃、武連杰                               | 張藝興                                                                     | Dance類、C位（Center、中心）、隊內和Dance類總成績第1名、全場第2名 |
| 主題考核     | 《Dream》      | 朱星杰、周彥辰、范丞丞、丁澤仁、Justin、錢正昊                     | 朱星杰、朱正廷、周彥辰、范丞丞、丁澤仁、Justin、錢正昊                     | 队长、隊內第2名、全場第3名                                        |
| 師生合作舞台 | 《戒菸》       | 尤長靖、陳立農、靈超、陸定昊、木子洋、楊非同                       | 李荣浩                                                                     |                                                                   |
| 出道評價     | 《Mack Daddy》 | 蔡徐坤、秦奮、徐聖恩、范丞丞、錢正昊、朱星杰、卜凡、陳立農、王子異 | 蔡徐坤、秦奮、徐聖恩、范丞丞、錢正昊、朱正廷、朱星杰、卜凡、陳立農、王子異 | 副Vocal                                                           |

- 得票排名（含現場、網絡、福利加權）

| 成績（粗體為綜合投票排名）                                                      |          |           |        |        |        |           |        |        |            |        |           |        |            |          |          |
| 曲目                                                                            | 《EOEO》 | 《Ei Ei》 | 期數   | 第一期 | 第二期 | 第三期    | 第四期 | 第五期 | 第六期     | 第七期 | 第八期    | 第九期 | 第十期     | 第十一期 | 第十二期 |
| 等級評定                                                                        | A→A      | A→A       | 得票數 | 無公布 | 無公布 | 6,539,548 | 無公布 | 無公布 | 17,848,559 | 無公布 | 3,194,539 | 無公布 | 11,938,796 |          |          |
| 等級評定                                                                        | A→A      | A→A       | 排名   | 5      | 5(→)   | 5(→)      | 5(→)   | 4(↑1)  | 4(→)       | 7(↓3)  | 6(↑1)     |        |            |          |          |
| *紅色箭頭為等級或排名上升，藍色箭頭為等級或排名下降，綠色箭頭為等級或排名持平。 |          |           |        |        |        |           |        |        |            |        |           |        |            |          |          |

## 演藝生涯

### 2018年
4月6日，朱正廷以为期一年半的限定九人男团NINE PERCENT成员名义和愛豆世紀旗下藝人的身分正式出道。5月31日，与NINE PERCENT其他成員在湖南衛視嘉賓訪談遊戲秀節目《快乐大本营》首度集體亮相。6月21日，與同公司練習生組成七人男團樂華七子NEXT且擔任隊長，並發行首張團體專輯《THE FIRST》。9月22日起，担任爱奇艺餐廳經營真人秀《奇妙的食光》常驻嘉宾。11月8日，微博粉絲突破1000萬。11月9日，隨NINE PERCENT發行首张團體專輯《TO THE NINES》。11月17日起，擔任優酷太空探索生存挑戰節目《挑戰吧！太空》常駐嘉賓。12月1日，發行首支个人单曲《The Winter Light（冬日告白）》，該曲成為網易雲音樂2018年度數字專輯暢銷榜單曲冠軍，個人獲得2018年度超新星。12月7日，隨乐华七子NEXT發行第二張團體專輯《NEXT TO YOU》，並收錄個人歌曲《Want U》。

### 2019年
3月16日，朱正廷被評選為2018年《TCCAsia》亞太區最帥100張面孔第65位；同日起，担任爱奇艺露營車遊历真人秀《青春的花路》常駐嘉宾。3月18日，發行生日單曲《待簽收》。7月14日起，擔任浙江衛視機器人格鬥科技真人秀《鐵甲雄心第二季》常駐嘉賓。9月6日起，擔任江蘇衛視觀察類情感推理真人秀《我們戀愛吧》常駐嘉賓。9月23日，發行首張個人EP《Chapter Z》，《Flip》為主打歌。9月26日，隨NINE PERCENT發行最後一張團體專輯《限定的記憶》，並收錄個人歌曲《Hi Buddy（一路同行）》。10月12日，隨NINE PERCENT於廣州進行告別演唱會，並正式從該組合畢業。10月19日，和黃明昊一起參加《2019浙江衛視秋季盛典》抖音美好奇妙夜，雙人舞演唱《生僻字》。11月8日，以NEXT成員兼隊長名義正式出道，並發行團體出道專輯《NEXT BEGINS》。11月26日，發行個人單曲《活著的時間》。12月3日，獲得《COSMO時尚美麗盛典》傳承•美年度人物獎。12月4日，成為斯里蘭卡旅遊體驗官。12月7日，獲得《費加羅風尚盛典》年度飛躍偶像獎。12月11日，獲得2019百度沸點年度沸點明星榮譽稱號。12月16日，新浪微博日式潮流文化體驗視頻雜誌《潮遊東京》開播。12月20日，獲得《MAHB時尚先生盛典》年度公益大使獎。

### 2020年
5月7日，朱正廷發行與王子異合作單曲《EMPTY SPACE》。5月20日起，擔任優酷動物觀察真實劇情秀節目《汪喵物語》常駐嘉賓。5月23日起，擔任東方衛視舞蹈競技真人秀《舞者》常駐嘉賓。7月17日，微博粉絲突破2000萬。9月30日，冒險動作電影《急先鋒》上映，飾演神雕；同日起，擔任觀察類情感推理真人秀《我們戀愛吧第二季》常駐嘉賓，於優酷和江蘇衛視共同開播。12月14日，獲得《2020新浪時尚風格大賞》年度時尚熱點藝人獎。

### 2021年
3月6日，朱正廷參加《宇宙音樂之夜》，並獲得宇宙最具舞臺魅力獎和宇宙最Hit歌手獎。3月9日，成為歐洲雲旅遊在線體驗官。3月18日，發行生日單曲《陷》。3月25日，獲得《費加羅風尚盛典》年度風尚魅力歌手獎。3月30日，獲得《OK摯愛大賞》年度摯愛最具人氣男藝人獎。9月29日起，擔任觀察類情感推理真人秀《我們戀愛吧第三季》常駐嘉賓，於優酷和江蘇衛視共同開播。12月19日，獲得《2021新浪時尚風格大賞》年度時尚先鋒藝人獎。12月22日，獲得《2021瑞麗美容大賞》年度最具潛力男演員獎。

### 2022年
1月22日起，朱正廷擔任冰雪競技人文探訪真人秀《飄雪的日子來看你》常駐嘉賓，於優酷和北京衛視共同開播。1月30日起，主演的青春競技電視劇《冰球少年》於咪咕視頻和芒果TV共同開播，飾演沈舟舟。6月27日，發行首張個人專輯《T》。7月3日起，擔任江蘇衛視蒙面類舞蹈競演真人秀《蒙面舞王第三季》常駐嘉賓，並於決賽以最高分獲得金獎。7月22日，參加百視TV《最好的舞臺平行宇宙演唱會》，演唱《戒備》等歌曲。11月9日，入選《電影頻道2022「星辰大海」青年演員優選計劃》，參加「星辰大海·三天三夜」創作采風體驗活動，並獲評優秀學員。11月30日起，主演的古裝奇幻電視劇《星河長明》於優酷開播，飾演翼無憂。12月23日起，主演的都市情感劇《孤獨的野獸》於愛奇藝開播，飾演洛賓。

### 2023年
1月1日，朱正廷首次舉行《神秘任務》個人演唱會。5月31日起，主演的奇幻愛情劇《全世界都在等你們分手》於愛奇藝開播，飾演紀述。6月27日起，擔任搜狐視頻直播沉浸式旅行真人秀《暑與我們的夏天第二季》常駐嘉賓。10月14日起，擔任街舞少年團成長節目《開始跳舞吧》召集人，於江蘇省廣播電視總台國際頻道和騰訊視頻共同開播。11月17日起，擔任江蘇衛視情景社交戀愛節目《也許你要戀愛了》常駐嘉賓。11月25日起，擔任偶像選秀節目《亞洲超星團》超星導師，於無綫電視和優酷國際版共同開播。

### 2024年
1月20日，朱正廷發行個人單曲《別》；同日，於澳門舉行《invisible world 無形世界》演唱會。3月13日起，主演的古裝玄幻劇《烈焰》於愛奇藝開播，飾演逆天而行。3月16日，發行個人EP《瘴》；同日，舉行《ZT27宇宙》巡迴演唱會。7月19日起，主演的古裝武俠劇《少年白馬醉春風》於優酷開播，飾演柳月。

## 影視作品

### 電影
| 年份   | 名稱           | 角色   | 性質       | 備註       | 參考資料      |
| 2020   | 《急先鋒》     | 神雕   | 特別出演   | 冒險動作類 | [ 50 ] [ 51 ] |
| 待上映 | 《初戀的滋味》 | 李聰   | 第二男主角 | 文藝愛情類 | [ 83 ]        |
| 待上映 | 《憤怒的老虎》 | 林一虎 | 男主角     | 犯罪驚悚類 | [ 84 ]        |

### 電視劇
| 年份 | 名稱                     | 播出平臺         | 角色     | 性質       | 備註           | 參考資料 |
| 2022 | 《冰球少年》             | 咪咕視頻、芒果TV | 沈舟舟   | 第一男主角 | 青春競技類     | [ 63 ]   |
| 2022 | 《星河長明》             | 優酷             | 翼無憂   | 第二男主角 | 古裝奇幻類     | [ 69 ]   |
| 2022 | 《孤獨的野獸》           | 愛奇藝           | 洛賓     | 男主角     | 都市情感類     | [ 70 ]   |
| 2023 | 《全世界都在等你們分手》 | 愛奇藝           | 紀述     | 第一男主角 | 奇幻愛情類     | [ 72 ]   |
| 2024 | 《烈焰》                 | 愛奇藝           | 逆天而行 | 主演       | 古裝玄幻類     | [ 79 ]   |
| 2024 | 《少年白馬醉春風》       | 優酷             | 柳月     | 主演       | 古裝武俠類     | [ 82 ]   |
| 2025 | 《子夜歸》               | 優酷             | 裴季雅   | 特別出演   | 古裝奇幻愛情類 | [ 85 ]   |
| 待播 | 《蘇記》                 | 優酷             | 祁鳳翔   | 第一男主角 | 古裝言情類     | [ 86 ]   |
| 待播 | 《你是人間驚鴻客》       | 愛奇藝           | 蕭池     | 第一男主角 | 古裝言情類     | [ 87 ]   |

### 固定綜藝節目
| 年份 | 日期              | 名稱                     | 播出平臺                             | 集數 | 備註                     |
| 2017 | 4月7日－5月26日   | 《PRODUCE 101 第二季》   | Mnet                                 | 8    | 男團選拔實境類           |
| 2018 | 1月19日－4月6日   | 《偶像練習生》           | 愛奇藝                               | 12   | 偶像男團競演養成類真人秀 |
| 2018 | 9月22日－12月8日  | 《奇妙的食光》           | 愛奇藝                               | 12   | 餐廳經營真人秀           |
| 2018 | 11月17日－2月5日  | 《挑戰吧！太空》         | 優酷                                 | 12   | 太空探索生存挑戰類       |
| 2019 | 3月16日－6月1日   | 《青春的花路》           | 愛奇藝                               | 12   | 露營車遊歷真人秀         |
| 2019 | 7月14日－9月28日  | 《鐵甲雄心第二季》       | 浙江衛視                             | 12   | 機器人格鬥科技真人秀     |
| 2019 | 9月6日－11月21日  | 《我們戀愛吧》           | 優酷、江蘇衛視                       | 12   | 觀察類情感推理真人秀     |
| 2020 | 5月20日－7月22日  | 《汪喵物語》             | 優酷                                 | 10   | 動物觀察真實劇情秀       |
| 2020 | 5月23日－8月8日   | 《舞者》                 | 東方衛視                             | 12   | 舞蹈競技真人秀           |
| 2020 | 9月30日－12月16日 | 《我們戀愛吧第二季》     | 优酷、江蘇卫视                       | 12   | 觀察類情感推理真人秀     |
| 2021 | 9月29日－12月15日 | 《我們戀愛吧第三季》     | 优酷、江蘇卫视                       | 12   | 觀察類情感推理真人秀     |
| 2022 | 1月22日－4月9日   | 《飄雪的日子來看你》     | 優酷、北京衛視                       | 10   | 冰雪競技人文探訪真人秀   |
| 2022 | 7月3日－9月4日    | 《蒙面舞王第三季》       | 江蘇衛視                             | 10   | 蒙面類舞蹈競演真人秀     |
| 2023 | 6月27日－30日     | 《暑與我們的夏天第二季》 | 搜狐視頻                             | 4    | 直播沉浸式旅行類真人秀   |
| 2023 | 10月14日－12月9日 | 《開始跳舞吧》           | 江蘇省廣播電視總台國際頻道、騰訊視頻 | 8    | 街舞少年團成長類         |
| 2023 | 11月17日－2月2日  | 《也許你要戀愛了》       | 江蘇衛視                             | 12   | 情景社交戀愛類           |
| 2023 | 11月25日－3月9日  | 《亞洲超星團》           | 無綫電視、優酷國際版                 | 14   | 偶像選秀類               |

### 視頻雜誌
| 年份 | 日期           | 名稱         | 播出平臺 | 集數 | 備註               |
| 2019 | 12月16日－26日 | 《潮遊東京》 | 新浪微博 | 3    | 日式潮流文化體驗類 |

## 音乐作品

### 錄音室專輯
| 專輯名稱 | 專輯類型 | 發行日期      | 唱片公司 | 曲目                                                                                                  |
| T        | 原創專輯 | 2022年6月27日 | 樂華娛樂 | 曲目 1. 戒備 2. 八音盒上的我 3. Soul mystery 4. 聽我心碎的聲音 5. 習慣 6. Not OK 7. One day 8. Lonely |

### EP
| 專輯名稱  | 發行日期      | 唱片公司 | 曲目                                 |
| Chapter Z | 2019年9月23日 | 樂華娛樂 | 曲目 1. Flip 2. 都要好好的 3. 旁觀者 |
| 瘴        | 2024年3月16日 | 樂華娛樂 | 曲目 1. 別 2. 劇 3. 紀               |

### 單曲
| 年份 | 日期     | 名稱                             | 備註                                             |
| 2018 | 9月21日  | 《Run Away》                     | 綜藝《奇妙的食光》主题曲                         |
| 2018 | 12月1日  | 《The Winter Light（冬日告白）》 | 首支個人單曲                                     |
| 2018 | 12月7日  | 《Want U》                       | 收錄于樂華七子NEXT《NEXT TO YOU》專輯            |
| 2018 | 12月10日 | 《绿色圣诞节》                   | innisfree悅詩風吟品牌公益主題曲                  |
| 2019 | 3月7日   | 《Hi Wake Up》                   | 綜藝《青春的花路》主題曲                         |
| 2019 | 3月17日  | 《You're My Light》              | innisfree悅詩風吟品牌推廣曲                      |
| 2019 | 3月18日  | 《待簽收》                       | 生日單曲                                         |
| 2019 | 9月26日  | 《Hi Buddy（一路同行）》         | 收錄於NINE PERCENT《限定的記憶》專輯             |
| 2019 | 10月19日 | 《年輕的力量》                   | 「青春上海」志願服務主題曲                       |
| 2019 | 11月26日 | 《活著的時間》                   |                                                  |
| 2020 | 5月7日   | 《EMPTY SPACE》                  | 與王子異合作單曲                                 |
| 2021 | 3月18日  | 《陷》                           | 生日單曲                                         |
| 2021 | 7月30日  | 《信爾》                         | 收錄於《世中逢爾（《天官賜福》動畫第一季）》專輯 |
| 2022 | 6月10日  | 《古曲今聲》                     | 收錄於《古曲今聲》同名專輯                       |
| 2022 | 8月26日  | 《時光深處》                     | 綜藝《博物館之城》第六期主題曲                   |
| 2022 | 12月9日  | 《若墜》                         | 電視劇《星河長明》插曲                           |
| 2022 | 12月11日 | 《風骨》                         | 電視劇《星河長明》推廣曲                         |
| 2023 | 5月23日  | 《光輝》                         | 中國電影華表獎主題推廣曲                         |
| 2023 | 5月31日  | 《糊塗》                         | 電視劇《全世界都在等你們分手》主題曲             |
| 2023 | 9月25日  | 《愛飄洋過海》                   |                                                  |
| 2024 | 1月20日  | 《別》                           |                                                  |

## 出版物

### 寫真書
| 名稱           | 發行日期       | 內容詳情 | 參考資料 |
| 一直到海水變藍 | 2023年10月16日 | 1. 寫真集 2. 小卡（共6款，隨機2款） 3. 明信片（共5款，隨機3款） 4. 書籤（共2款，隨機1款） 5. 折疊海報（共2款，隨機1款） | [ 88 ]   |

## 演唱會
| 年份                               | 日期    | 播出平臺                   | 地點                               |
| 《神秘任務》演唱會                 |         |                            |                                    |
| 2023                               | 1月1日  | QQ音樂、酷狗音樂、酷我音樂 | 成都華熙LIVE·528 M空間             |
| 2023                               | 3月18日 | QQ音樂、酷狗音樂、酷我音樂 | 廣州中山紀念堂                     |
| 2023                               | 5月20日 | 不適用                     | 上海靜安體育中心體育館             |
| 《invisible world 無形世界》演唱會 |         |                            |                                    |
| 2024                               | 1月20日 | 不適用                     | 澳門新濠影滙綜藝館                 |
| 《ZT27宇宙》巡迴演唱會             |         |                            |                                    |
| 2024                               | 3月16日 | 不適用                     | 江蘇五臺山體育中心雙溝珍寶坊體育館 |

## 慈善公益
2019年，在愛奇藝露營車遊歷真人秀《青春的花路》中，朱正廷不僅給流浪小貓小狗刷毛，還向SPCA流浪動物保護組織進行個人捐贈。
9月13日，在北京領養日參與「給Ta一個家」和「人人公益節」活動，捐給流浪貓1000斤的貓糧。
2021年5月9日，朱正廷參加《2021中國（上海）青年公益音樂會》，並演唱《異鄉人》和《溫暖》，被上海團市委副書記授予青年公益大使稱號。7月21日，於2021年7月河南水災期間，向鄭州市紅十字會捐贈人民幣50萬元，支援河南抗洪救災。

## 榮譽獎項

### 榮譽
| 年份 | 獲頒榮譽                           | 備註       | 參考資料      |
| 2019 | 2018《TCCAsia》亞太區最帥100張面孔 | 排名第65位 | [ 28 ] [ 29 ] |
| 2019 | 斯里蘭卡旅遊體驗官                 |            | [ 41 ]        |
| 2019 | 2019百度沸點年度沸點明星           | 排名第3位  | [ 43 ]        |
| 2021 | 歐洲雲旅遊在線體驗官               |            | [ 55 ]        |
| 2021 | 青年公益大使                       |            | [ 92 ]        |

### 舞蹈獎項
| 年份 | 比賽名稱                                       | 獎項   | 作品名稱     | 結果 | 參考資料 |
| 2014 | 全國職業院校技能大賽中職組中國舞表演           | 一等獎 |              | 獲獎 | [ 9 ]    |
| 2014 | 上海戏剧学院舞蹈学院「兴全杯」学生剧目舞蹈比赛 | 一等獎 | 《思思雨落》 | 獲獎 | [ 11 ]   |
| 2022 | 《蒙面舞王第三季》決賽                         | 金獎   | 《霸王別姬》 | 獲獎 | [ 66 ]   |

### 音樂獎項
| 年份 | 頒獎單位                   | 獎項               | 結果 | 參考資料 |
| 2018 | 《2018年度網易雲音樂榜單》 | 人氣超新星         | 獲獎 | [ 26 ]   |
| 2021 | 《宇宙音樂之夜》           | 宇宙最具舞臺魅力獎 | 獲獎 | [ 54 ]   |
| 2021 | 《宇宙音樂之夜》           | 宇宙最Hit歌手獎    | 獲獎 | [ 54 ]   |
| 2021 | 《費加羅風尚盛典》         | 年度風尚魅力歌手   | 獲獎 | [ 57 ]   |

### 其他獎項
| 年份 | 頒獎單位                 | 獎項                   | 結果 | 參考資料 |
| 2019 | 《COSMO時尚美麗盛典》    | 傳承•美年度人物        | 獲獎 | [ 40 ]   |
| 2019 | 《費加羅風尚盛典》       | 年度飛躍偶像           | 獲獎 | [ 42 ]   |
| 2019 | 《搜狐时尚盛典》         | 年度时尚影响力男明星   | 提名 | [ 94 ]   |
| 2019 | 《MAHB時尚先生盛典》     | 年度公益大使           | 獲獎 | [ 45 ]   |
| 2020 | 《2020新浪時尚風格大賞》 | 年度時尚熱點藝人       | 獲獎 | [ 53 ]   |
| 2021 | 《OK摯愛大賞》           | 年度摯愛最具人氣男藝人 | 獲獎 | [ 58 ]   |
| 2021 | 《2021新浪時尚風格大賞》 | 年度時尚先鋒藝人       | 獲獎 | [ 60 ]   |
| 2021 | 《2021瑞麗美容大賞》     | 年度最具潛力男演員     | 獲獎 | [ 61 ]   |

## 外部連結
- 朱正廷的新浪微博
- 朱正廷的Instagram帳戶
- 朱正廷正式營業中的新浪微博